# Eleições no Nepal
Na Constituição de 1990 o Parlamento ( Sansad ) tinha duas câmaras . A Câmara dos Representantes (Pratinidhi Sabha) tinha 205 membros eleitos para um mandato de cinco anos. A Assembleia Nacional (Rashtriya Sabha) tinha 60 membros, 35 membros eleitos pela Pratinidhi Sabha, 15 representantes das Áreas de Desenvolvimento Regional e 10 membros nomeados. O Parlamento foi dissolvido pelo rei em 2002 com o argumento de que era incapaz de lidar com os rebeldes maoístas. Sete principais do país os partidos políticos realizaram protestos contra o rei, argumentando que o parlamento seja reintegrado e que sejam realizadas  eleições para uma Assembléia Constituinte. Um parlamento interino foi formada em 2006, abolindo as duas câmaras, e as eleições de uma Assembléia Constituinte foi agendada para o dia 10 de abril de 2008.